# 何珮玲
何珮玲，JP（1969年1月23日—），香港公務員，現任發展局常任秘書長（規劃及地政）。

## 履歷
何珮玲於1991年8月加入香港政府政務職系，曾在前政務總署、前衞生福利科、前公務員事務科、前財政科、前政制事務局、財經事務及庫務局和政務司司長辦公室工作。她在2013年4月至2017年6月執掌新成立的政策及項目統籌處。由關婉儀接任處長後，何珮玲於2017年7月至2021年1月出任發展局副秘書長（規劃及地政）。
2020年12月，政策創新與統籌辦事處總監馮程淑儀被借調至西九文化區管理局，擔任署理行政總裁。何珮玲於2021年1月接任政策創新與統籌辦事處總監一職，期間曾負責政府的臨時失業支援金計劃。何珮玲在2022年4月獲晉升為首長級甲級政務官，繼續在政策創新與統籌辦事處任職。隨著第六屆政府在2022年7月1日上台，政策創新與統籌辦事處停止營運，何調任政務司司長辦公室施政報告組主任，直至在同年11月14日起重返發展局，並升任常任秘書長(規劃及地政)。

## 榮譽

### 殊勳
- 官守太平紳士（J.P.）（2011年7月1日－）[7]